# 欧州連合諸機関翻訳センター
欧州連合諸機関翻訳センター（おうしゅうれんごうしょきかんほんやくセンター、英語：Translation Centre for the Bodies of the European Union、略称：CdT）は、欧州連合の専門機関のひとつで、1994年に設立されルクセンブルク大公国ルクセンブルク市に所在している。
センターは他の欧州連合機関の翻訳需要に応えるため設立される。自発的協力協定の下で欧州連合機関と独自の翻訳部署を持つ他の機関に業務を提供している。